# Pégase (1781)
Pour les articles homonymes, voir Pégase.
Le Pégase est un vaisseau de ligne de 74 canons à deux ponts de la Marine royale française, lancé en 1781 pendant la guerre d'Amérique. Il s’agit de l'un des nombreux bâtiments de force mis sur cale depuis le milieu des années 1740 selon les normes définies par les constructeurs français de cette époque avec l'idée d'obtenir un bon rapport coût/manœuvrabilité/armement afin de pouvoir tenir tête à la Royal Navy qui dispose de beaucoup plus de navires. Sa carrière dans la Marine française est cependant très courte car il est capturé par les Anglais en 1782.

## Les caractéristiques générales du vaisseau

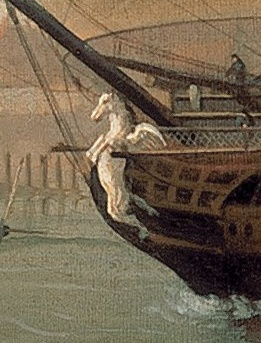
La figure de proue du Pégase.

Le Pégase doit son nom à une créature fantastique tirée de la mythologie grecque. C’est un vaisseau de force lancé pendant la mobilisation navale qui correspond à la participation de la France dans la guerre d'indépendance américaine. Sans être standardisé, le Pégase, partage les caractéristiques communes de tous les « 74 canons » construits à des dizaines d’exemplaires jusqu’au début du XIXe siècle et qui répond à la volonté des responsables navals d’exploiter au mieux cette excellente catégorie de navire de guerre. 
Comme pour tous les vaisseaux de guerre de l’époque, sa coque est en chêne. Son gréement, (mâts et vergues) en pin. Il y a aussi de l’orme, du tilleul, du peuplier et du noyer pour les affûts des canons, les sculptures des gaillards et les menuiseries intérieures. Les cordages (80 tonnes) et les voiles (à peu près 2 500 m2) sont en chanvre. Un deuxième jeu de voiles et de cordages de secours est stocké en soute. Prévu pour pouvoir opérer pendant des semaines très loin de ses bases européennes s’il le faut, ses capacités de transport sont considérables. Il emporte pour trois mois de consommation d’eau, complétée par six mois de vin. S’y ajoute pour cinq à six mois de vivres, soit plusieurs dizaines de tonnes de biscuits, farine, légumes secs et frais, viande et poisson salé, fromage, huile, vinaigre, sel, sans compter du bétail sur pied qui est abattu au fur et à mesure de la campagne.
Le bâtiment est armé avec 74 canons, soit :
- 28 canons de 36 livres dans sa première batterie ;
- 30 canons de 18 livres dans sa seconde batterie ;
- 16 canons de 8 livres sur ses gaillards.

Cette artillerie en fer pèse 215 tonnes. Lorsqu'elle tire, elle peut délivrer une bordée pesant 838 livres (soit à peu près 410 kg) et le double si le navire fait feu simultanément sur les deux bords. Le vaisseau embarque près de 6 000 boulets pesants au total 67 tonnes. S’y ajoute des boulets ramés, chaînés et beaucoup de mitraille (8 tonnes). Il y a 20 tonnes de poudre noire, stockée sous forme de gargousses ou en vrac dans les profondeurs du vaisseau. En moyenne, chaque canon dispose de 50 à 60 boulets.

## Historique dans la marine royale française (1781-1782)
Au début de 1782, le Pégase est intégré à une division de quatre vaisseaux de 74 canons (avec le Robuste, l’Actif et le Zodiaque) sous les ordres de La Motte-Picquet chargée de faire une croisière sur les côtes sud de l’Angleterre et de l’Irlande. Les vaisseaux sortent de Brest le 11 février et commencent leur mission le 15. Ils font quelques prises, dont un brigantin qui est amariné par le Pégase. Mais le 23, une violente tempête se lève. Elle rend la mer intenable et oblige les navires à rentrer sur Brest où ils arrivent trois jours après. Le Pégase est gravement avarié. Son commandant, le comte de Soulange, est obligé de faire couper le mat d’artimon en pleine tempête. Les qualités nautiques de ce bâtiment pourtant neuf se révèlent extrêmement médiocres. « J’ose dire que si on ne perdait des vaisseaux que comme celui-là, il ne rehausserait pas beaucoup la marine de nos ennemis » note Soulange dans son rapport. Cet événement intervient deux mois plus tard.
Le 19 avril 1782, le Pégase appareille de Brest en compagnie de deux autres vaisseaux (le Protecteur et l’Actionnaire) et de deux frégates pour escorter un important convoi de 19 transports chargé des renforts pour les Indes orientales. Le convoi est repéré le 21 avril par l'escadre de 12 vaisseaux et 4 frégates de Samuel Barrington qui ordonne aussitôt l'interception. Soulange, qui commande l’escorte sur le Protecteur tente d’échapper à l’ennemi, mais celui-ci ne cessant de se rapprocher, il fait signal de gagner le port le plus proche, les côtes de Bretagne étant encore en vue. Le Pégase fait vent arrière, mais, mauvais marcheur, il est rattrapé dans la nuit du 20 au 21 par le HMS Foudroyant du captain John Jervis mieux armé que lui (80 canons). Le chevalier de Sillans, qui commande le vaisseau et qui ne peut plus fuir, accepte le combat. Payant d’audace, il tente l’abordage, mais le Pégase, complètement désemparé avec 90 hommes hors de combat est contraint d’amener son pavillon. L’Actionnaire et une large partie du convoi (13 des 19 transports) partagent le sort du Pégase. 
Pour cette capture, Jervis est fait chevalier de l'Ordre du Bain. Le chevalier de Sillans est sévèrement sanctionné pour sa tentative d’abordage ayant précipité la perte du vaisseau. Le conseil de guerre qui se réunit en octobre à Brest le condamne à l’interdiction de toute fonction dans la marine. Il est radié des listes le 22 octobre 1782.

## Historique dans la marine royale anglaise (1782-1815)

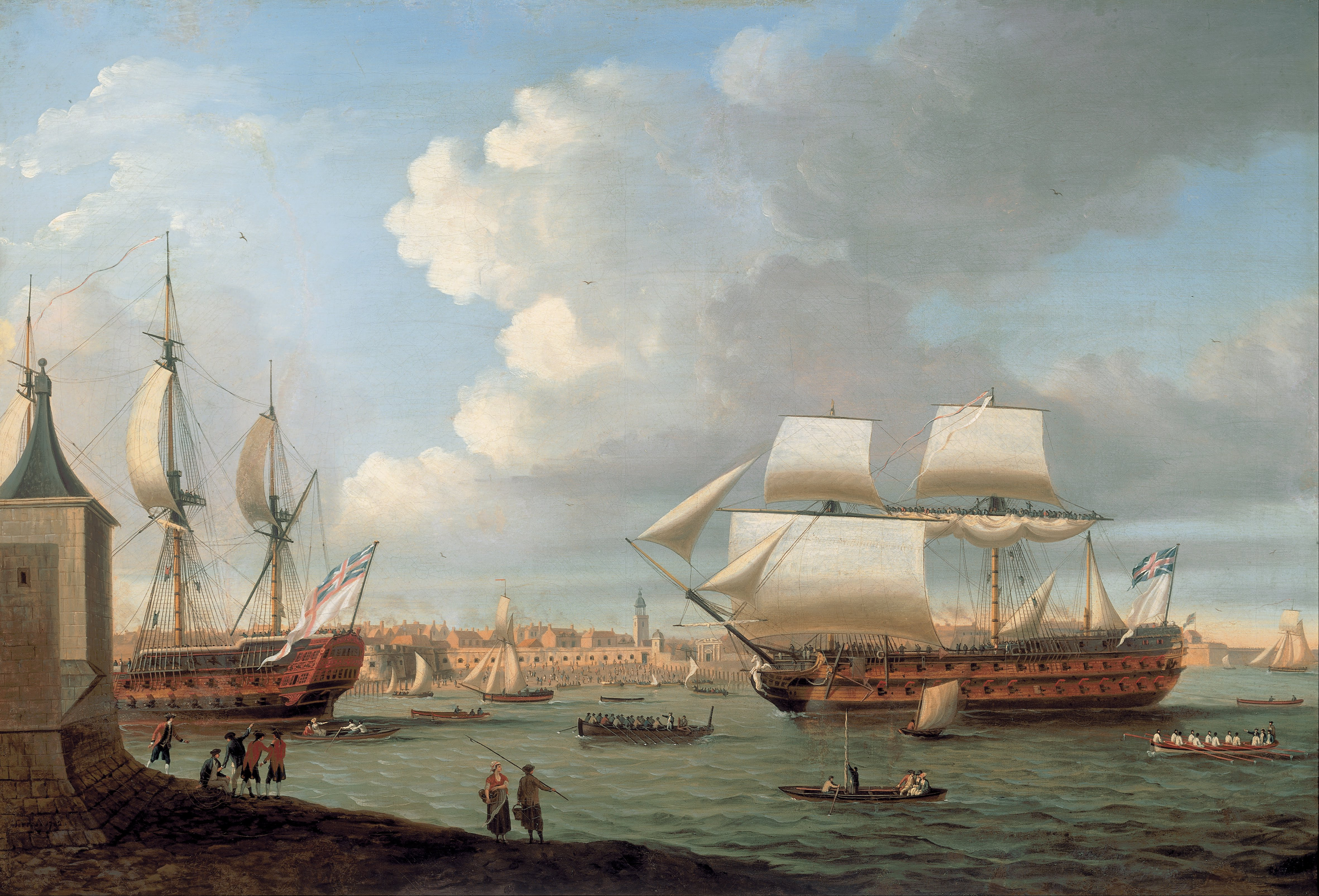
Le Pégase (à droite) entrant dans un port anglais après sa capture.

Le Pégase fait partie des vingt vaisseaux de ligne perdus par la Marine royale lors de la guerre d’Indépendance américaine. Le Pégase est ensuite intégré au sein de la Royal Navy et armé en vaisseau de troisième rang sous le nom de HMS Pegase. Il sert de navire-prison à partir de 1799, et est démantelé en 1815.

## Sources et bibliographie
: document utilisé comme source pour la rédaction de cet article.
- (en) Brian Lavery, The Ship of the Line, vol. 1 : The development of the battlefleet 1650-1850, Conway Maritime Press, 2003, 224 p. (ISBN 0-85177-252-8).
- Jean Meyer et Martine Acerra, Histoire de la marine française : des origines à nos jours, Rennes, Ouest-France, 1994, 427 p. [détail de l’édition] (ISBN 2-7373-1129-2, BNF 35734655)
- Patrick Villiers, La France sur mer : De Louis XIII à Napoléon Ier, Paris, Fayard, coll. « Pluriel », 2015, 286 p. (ISBN 978-2-8185-0437-6)
- Étienne Taillemite, Dictionnaire des marins français, Paris, Tallandier, coll. « Dictionnaires », octobre 2002, 537 p. [détail de l’édition] (ISBN 978-2847340082)
- Michel Vergé-Franceschi (dir.), Dictionnaire d'Histoire maritime, Paris, éditions Robert Laffont, coll. « Bouquins », 2002, 1508 p. (ISBN 2-221-08751-8 et 2-221-09744-0)
- Martine Acerra et André Zysberg, L'essor des marines de guerre européennes : vers 1680-1790, Paris, SEDES, coll. « Regards sur l'histoire » (no 119), 1997, 298 p. [détail de l’édition] (ISBN 2-7181-9515-0, BNF 36697883)
- Alain Demerliac, La Marine de Louis XVI : nomenclature des navires français de 1774 à 1792, Nice, Omega, 1996, 238 p. (ISBN 2-906381-23-3).
- Jean-Michel Roche (dir.), Dictionnaire des bâtiments de la flotte de guerre française de Colbert à nos jours, t. 1, de 1671 à 1870, éditions LTP, 2005, 530 p. (lire en ligne)
- Onésime Troude, Batailles navales de la France, t. 2, Paris, Challamel aîné, 1867, 469 p. (lire en ligne)
- Georges Lacour-Gayet, La Marine militaire de France sous le règne de Louis XVI, Paris, Honoré Champion, 1905, 719 p. (BNF 30709972, lire en ligne).